# Marina Franceză

Logoul avut de Marine Nationale (Franța)

Marine nationale (Marina  națională) este atât un organism cu funcție  publică de stat și totodată forța militară navală (Marina) a  Republicii Franceze. Este una din componentele  forțelor armate franceze împreună  cu  Armata terestră,   Forțele aeriene franceze ,  Jandarmeria  națională și  Serviciul de suport interarme.
Flota sa este formată din peste o sută de nave de suprafață. Este singura marină europeană care are un portavion  cu  propulsie nucleară. Flota sa submarină este compusă din zece unități, toate nuclear alimentate, dintre care patru sunt armate cu rachete balistice nucleare.